# Растительное питание
Растительное питание — это рацион, состоящий в основном из растительных продуктов: овощей, зерновых, орехов и семян, бобовых и фруктов. Потребление продуктов животного происхождения ограничивается или полностью запрещено. Растительное питание не равно вегетарианству, это более широкая категория. К ней относятся разные типы питания, в том числе веганство, где животные продукты полностью исключаются из рациона, оволактовегетарианство, разрешающее молочные продукты и яйца, и различные полувегетарианские диеты, в которых допускается потребление мяса в небольших объёмах. Академия питания и диет (США) выпустила заявление, свидетельствующее, что сбалансированное растительное питание полезно для здоровья и допустимо на всех этапах жизни, включая беременность, грудное вскармливание и детство.
На начало 21 века на растительном питании живёт около 4 миллиардов человек, преимущественно из-за недостатка пахотных земель, пресной воды и энергетических ресурсов. В Европе в 2019 году потребление растительных заменителей животной пищи составило 40 % от мирового рынка; к 2025 году рынок растительных заменителей вырастет на 60 %; основные факторы роста — забота о здоровье, безопасности продуктов и экологические соображения. В США розничный рынок растительных продуктов в 2019 году рос в 8 раз быстрее, чем рынок пищевой продукции в целом.

## Терминология
Термин «растительное питание» используется для обозначения диет, основанных на растительных продуктах, с ограниченным количеством животной пищи, либо вовсе без неё. К растительному питанию относятся:
- Веганство: рацион, состоящий из овощей, бобовых, фруктов, зерновых, орехов и семян, из которого полностью исключены продукты животного происхождения.
  - Фрукторианство — питание плодами растений, преимущественно сырыми
  - Сыроедение — система питания, в которой полностью исключается употребление какой бы то ни было пищи, подвергшейся температурной обработке
- Вегетарианство: питание растительной и молочной пищей с отказом от мясной пищи животного происхождения (включая мясо птицы, рыбу и морепродукты).
  - Оволактовегетарианство — разновидность вегетарианства, разрешающая потребление яиц и молочных продуктов
  - Ововегетарианство — разрешены только яйца
  - Лактовегетарианство — разрешены только молочные продукты
- Полувегетарианские диеты разрешают потребление мясных продуктов в небольшом количестве.
  - Макробиотическая диета делает упор на цельнозерновые продукты, овощи и бобовые в минимальной переработке: сырые, варёные, сушёные продукты.
  - Пескетарианство — растительные продукты с добавлением яиц, молока, рыбы и морепродуктов.
  - Флекситарианство допускает мясные продукты в небольших объёмах, по определённым дням недели.

## Причины перехода на растительное питание
- Медицинские. Растительные продукты (цельнозерновые продукты, фрукты, овощи и бобовые, орехи и растительные масла) полезны для здоровья. Они богаты клетчаткой, витаминами и антиоксидантами, помогают снизить артериальное давление и уровень «плохого» холестерина низкой плотности[3]. Один из вариантов растительного питания, диета DASH, официально рекомендована для лечения гипертонии[4]. [Всемирная организация здравоохранения] рекомендует растительное питание для профилактики деменции[5].

Всемирный фонд исследования рака отмечает, что растительные продукты снижают риск различных видов рака. Существуют убедительные доказательства того, что цельнозерновые продукты снижают риск колоректального рака.
Растительное питание подходит людям с непереносимостью лактозы. По данным Национальной медицинской библиотеки США (NIH) трудности с перевариванием лактозы испытывают около 65 % населения.
Продукты растительного происхождения также подходят людям с аллергией на молочный белок. У людей с молочной аллергией даже следовые количества молочного белка или молочного сахара могут вызвать серьёзные реакции: зуд, отек, проблемы с дыханием и даже потерю сознания.
- Этические. Люди отказываются от животной пищи, потому что не хотят причинять страдания животным и быть причиной их смерти. Животные на фермах часто болеют от стресса и скученности; для профилактики заболеваний им в корм добавляют антибиотики. Это не только жестокое обращение с животными, но и причина возникновения штаммов бактерий, устойчивых к антибиотикам.

В поддержку растительного питания с точки зрения этики выступают многие публичные личности: актёры Натали Портман, Хоакин Феникс, музыканты Пол Маккартни и Моби.
- Экологические. Животноводство — один из главных источников загрязнения окружающей среды[10]. Согласно исследованию «Взаимосвязь парниковых газов от типа питания: мясоедов, рыбоедов, вегетарианцев и веганов в Великобритании» 2014г, производство продуктов животного происхождения создает вдвое больше выбросов парниковых газов, чем производство продуктов растительного происхождения[11].

При производстве одного килограмма говядины выброс CO2 в атмосферу эквивалентен выбросу CO2 среднестатистического европейского автомобиля на каждые 250 км, а потребляемой при этом энергии достаточно для работы одной 100-ваттной лампочки в течение почти 20 дней. Уменьшение потребления мяса до 70 г в неделю на человека уже помогло бы сэкономить 20 трлн долларов, расходуемых на борьбу с изменением климата.

## Устойчивость
Растительное питание − устойчивая диета. По определению Продовольственной и сельскохозяйственной организации ООН, это означает рацион, «с низким уровнем воздействия на окружающую среду, обеспечивающий безопасное, сбалансированное питание и здоровье этому и будущим поколениям».
Масштабный переход к устойчивым рационам здорового питания к 2050 году потребует значительных изменений, включая удвоение потребления растительных продуктов, богатых витаминами, таких как фрукты, овощи, бобовые и орехи, одновременно с резким сокращением (более 50 %)глобального потребления продуктов с избыточным содержанием сахара и красного мяса. Рацион, богатый продуктами растительного происхождения и, одновременно, содержащий небольшое количество продуктов животного происхождения, способствует укреплению здоровья и является экологически устойчивым.

Профессор Уолтер Виллетт, Гарвардская школа здравоохранения
К 2050 году население Земли достигнет 10 миллиардов человек. Комиссия EAT-Lancet привлекла 37 ведущих ученых, специалистов в разнообразных сферах, от здравоохранения до политологии, чтобы разработать новую модель питания человечества к этому моменту. Главной задачей ученые назвали «Обеспечение доступа растущего населения планеты к здоровой пище, производимой на устойчивой (безопасной для окружающей среды) основе».
Оптимальный вариантом ученые назвали переход всего населения Земли на растительное питание. «Здоровая тарелка» примерно наполовину состоит из фруктов и некрахмалистых овощей, ответственных за витамины и клетчатку в рационе. Вторая половина — цельнозерновые продукты, растительные источники белка (орехи и бобовые культуры), ненасыщенные растительные жиры. Продукты животного происхождения будут занимать менее 10 % рациона.
Переход на растительное питание позволит сократить выбросы парниковых газов, объёмы земли, воды и удобрений, используемых в сельском хозяйстве. На текущий момент посевные площади под кормовые культуры превышают площади, засеянные культурами, которые идут в пищу человеку. Растительная диета поможет минимизировать изменения климата и сокращение биоразнообразия.
В 2020 году Академия кинематографических искусств и наук выступила в защиту экологии Земли. Для того, чтобы привлечь внимание аудитории традиционное меню премии «Оскар» перевели в формат 70 % блюд на растительной основе и 30 % — на основе продуктов животного происхождения.

## Влияние на пищевую индустрию
Спрос на растительные продукты породил волну инноваций в питании. В 2017 году компания Tyson Foods, крупнейший производитель мяса в США, вложила 55 миллионов долларов в стартап Beyond Meat, создатель растительного мяса. Бургеры Beyond Meat состоят из растительного белка (соевого или горохового), кокосового масла и картофельного крахмала. В России продукцию Beyond Meat можно приобрести в супермаркетах Азбука вкуса, или попробовать в сети ресторанов быстрого питания Теремок
Растительное мясо — продукт, состоящий из растительного белка, по внешнему виду, вкусу, цвету, запаху и консистенции иммитирующий мясо животного происхождения.. В отличие от привычного животного мяса, в основе мяса из растений лежит растительный белок, получаемый из сои, гороха, пшеницы, реже — из подсолнечника, грибного мицелия, фасоли, картофеля.
Производство растительного мяса включает в себя три основных этапа:
- выращивание различных культур, используемых для получения сырья (например, горох, пшеница, соя)
- обработка культур, получение необходимых элементов, в частности, белка
- подбор ингредиентов для получения мясного вкуса и запаха: рапсовое, кокосовое и подсолнечное масло, ароматизаторы, загустители, пищевые волокна, специи.

Полученная смесь проходит обработку для получения мясной текстуры.
В производство растительного мяса в 2020 году вложили свыше $3 млрд.
В 2020 году объём российского рынка растительного мяса оценили в 2,6 млрд рублей. В 2021 году торговые сети и крупные сервисы доставки расширили ассортиментную линейку на 50 %.
Растительное молоко — беловатая жидкость, получаемая путем замачивания, экстракции, измельчения, фильтрации растительных продуктов.
В качестве сырья используют ингредиенты не животного происхождения. Для изготовления растительного молока могут использовать орехи (миндаль, кешью, фундук, фисташки, грецкий орех), зерновые (ячмень, кукуруза, овес, рис, рожь, пшеница), псевдозерновые (гречка, киноа), семена (чиа, семена подсолнечника, льна, конопли), бобовые (соя, горох, арахис) или кокос. Растительное молоко не содержит казеин и лактозу.
Растительное молоко сложно назвать инновационным продуктом. Соевое молоко появилось в Восточной Азии более 1000 лет назад, а миндальное молоко встречается в английских средневековых рецептах. Но с ростом популярности растительного питания растительное молоко из экзотического или лечебного продукта для людей с непереносимостью лактозы превратилось в стандартный продукт супермаркета.
Спрос на растительные альтернативы растёт также по причине страха потребителей перед гормонами и антибиотиками, которые используют для увеличения периода лактации коров, часть этих компонентов сохраняется в продуктах.
Согласно отчёту SPINS от 3 марта 2020 года (Good Food Institute), розничные продажи продуктов на растительной основе в 2018 и 2019 году в США выросли на 29 % до 5 млрд долларов.
Продажи молока на растительной основе выросли на 5 % в 2019 году и на 14 % за последние два года. На начало 2020 года они составляют около 40 % всего рынка растительных продуктов питания с годовым объёмом продаж около 2 миллиардов долларов.
Продажи растительного молока с июня 2020 года по май 2021 года увеличились на 22 % в натуральном выражении и на 25 % в денежном. Самая высокая динамика роста на российском рынке была зафиксирована с мая 2018 года по апрель 2019 года — на 561 % в натуральном, 253 % в денежном выражении.
.
В 2021 году на растительное молоко приходилось около 35 % мирового рынка растительных продуктов, а общий объём мирового рынка растительного молока составил 2,5 млрд долларов.
Продажи других растительных альтернатив, включая мороженое, сливочное масло, сыр и йогурт, выросли на 53 % за 2018 и 2019 гг.
Растительные альтернативы молочных продуктов включены в ряд национальных рекомендаций по питанию. В частности, соевое молоко включено в Канадский национальный гид по питанию и в рекомендации Британской службы здравоохренения. Спреды из растительных масел включены в рекомендации таких стран, как [Великобритания]
[Финляндия],
[Ирландия].